# Hollinwood (Shropshire)
Hollinwood – wieś w Anglii, w hrabstwie Shropshire. Leży 24 km na północ od miasta Shrewsbury i 237 km na północny zachód od Londynu.